# Український Володимир Григорович
Володи́мир Григо́рович Украї́нський (нар. 15(28).06.1892, м. Пенза (РФ) — 18.04.1968, м. Вінниця) — морфолог, доктор медичних наук (1954).

## Життєпис

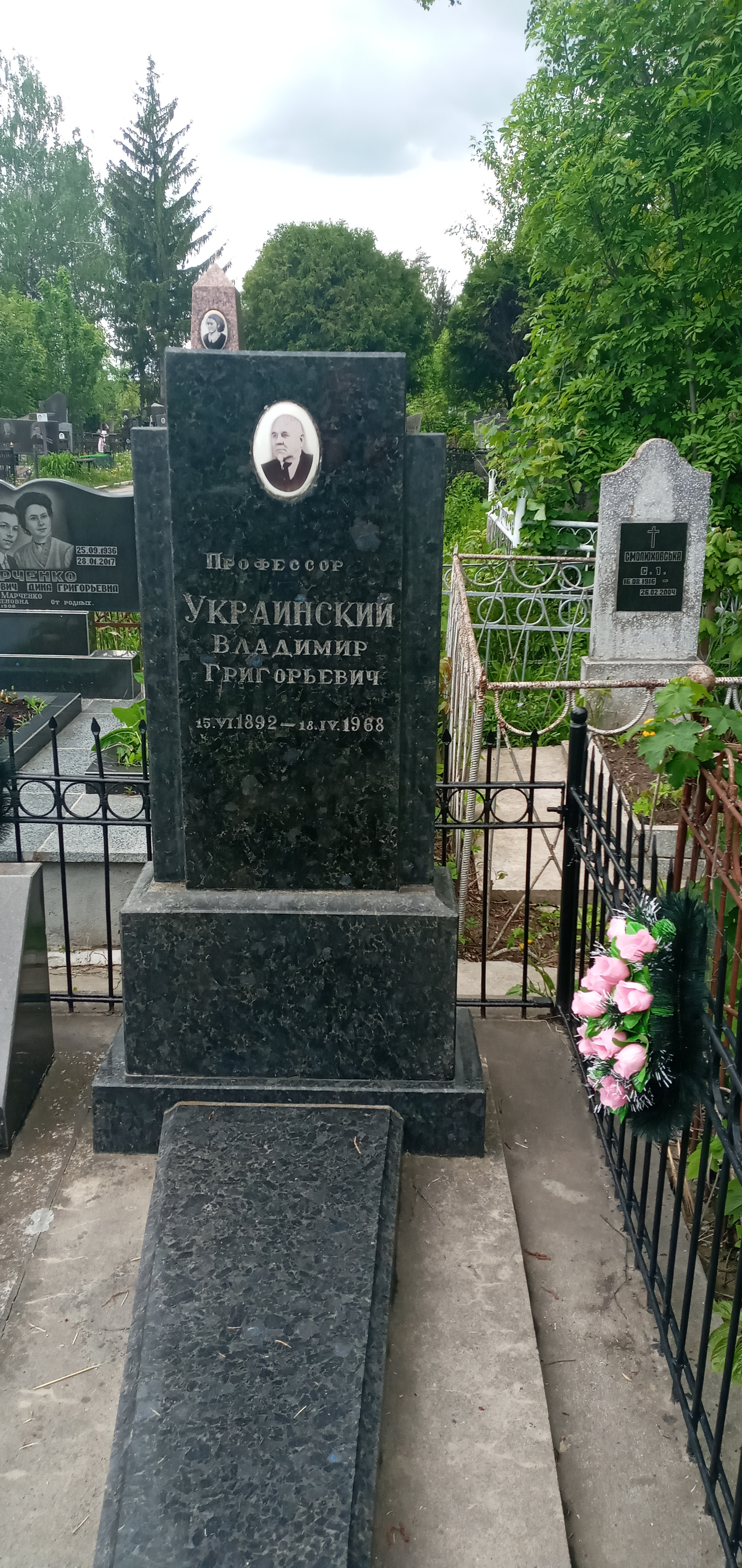
Могила В. Г. Українського на центральному кладовищі у Вінниці

Народився В. Г. Український 15 (28) червня 1892 р. в м. Пензі (РФ) в родині службовця.
У 1923 р. закінчив медичний факультет Казанського університету. Ще зі студентських років працював на кафедрі нормальної анатомії Казанського університету. Після закінчення університету залишився на кафедрі для наукової роботи. Упродовж 1923—1926 рр. — помічник прозектора кафедри нормальної анатомії Казанського університету.
У 1926—1930 рр. — завідувач патологоанатомічним кабінетом, прозектор Пензенської окружної лікарні. У Пензі одночасно проводив педагогічну роботу з перепідготовки лікарів, організував патологоанатомічний музей.
У 1930 р. бере активну участь в організації кафедри нормальної анатомії Самарського медичного інституту, виконуючи обов'язки прозектора цієї кафедри. Упродовж 1932–1939 рр. — доцент та завідувач кафедри топографічної анатомії і оперативної хірургії цього навчального закладу.
Протягом 1939—1950 рр. доцент, завідувач кафедри нормальної анатомії Таджицького медичного інституту в Душанбе. Під час перебування в Душанбе захистив кандидатську дисертацію на тему: «Матеріали до анатомії сухожилків долонної поверхні і кисті» (1941 р.).
У 1950 р. В. Г. Український був переведений з Душанбе на тимчасове завідування кафедрою нормальної анатомії в Кишинівський медичний інститут.
У 1951 р. був обраний на посаду завідувача кафедри нормальної анатомії Вінницького державного медичного інституту, де працював до 1967 р. У 1954 р. у Московському медичному інституті захистив докторську дисертацію: «О приспособительной изменчивости синовиальных влагалищ руки человека и передней конечности у позвоночных животных». Упродовж кількох місяців 1968 р. працював на посаді професора-консультанта кафедри [3].    
Помер 18 квітня 1968 р. у Вінниці.

## Наукова діяльність
Науково-дослідницька діяльність професора В. Г. Українського була присвячена проблемі закономірностей морфогенезу в світлі співвідношення структури і функції, впливу навколишнього середовища на організм як єдине ціле, а також вивченню еволюції окремих органів та систем хребетних тварин і людини [1].
Професор В. Г. Український був одним з авторитетних дослідників сухожилково-зв'язкового апарату кисті і пальців руки. Перу вченого належить близько 40 наукових праць. У Вінницькому медичному інституті під керівництвом вченого виконано дві докторські і 9 кандидатських дисертацій [3]. В. Г. Український — активний учасник численних наукових конференцій і з'їздів. У 50-60-х роках XX ст. був головою Вінницького обласного відділення Всесоюзного наукового товариства анатомів, гістологів і ембріологів, брав участь у громадському житті інституту, успішно вів педагогічну роботу, його лекції відрізнялися глибокою теоретичною і практичною спрямованістю [2].

## Наукові праці
- Украинский В. Г. Материалы к анатомии сухожильных влагалищ ладонной стороны кисти: диссертация  на соискание ученой степени кандидата медицинских наук  / Владимир Григорьевич Украинский.  – Сталинабад, 1941 г. –  169 с.
- Украинский В. Г. К методике анатомический исследований и диагностике при помощи рентгеноскопии и рентгенографии / В. Г. Украинский // Врачебное дело. — 1952. — № 11. — С. 1007—1012.
- Украинский В. Г. О приспособительной изменчивости синовиальных влагалищ руки человека и передней конечности у позвоночных животных: автореферат диссертации на соискание ученой степени доктора медицинских наук / Владимир Григорьевич Украинский. – Винница, 1954 г. – 24 с.
- Украинский В. Г. Метод топографической послойной микро-макропрепаровки при изучении межфациальных пространств сосудов и нервов на трупах человека и животных / В. Г. Украинский // Архив анатомии, гистологии и эмбриологии. — 1957. – № 5. — С. 85-87.
- Украинский В. Г. Анатомические обоснования к рациональным хирургическим доступам при гнойных тендовагинитах кисти человека / В. Г. Украинский // Сборник научных трудов Винницкого обласного отделения Всесоюзного научного общества анатомов, гистологов и эмбриологов. — Винница, 1958. — № 7. — С. 5–17.
- Украинский В. Г. Материалы к анатомии синовиальных влагалищ у земноводних и пресмыкающихся животных / В. Г. Украинский // Сборник научных трудов Винницкого обласного отделения Всесоюзного научного общества анатомов, гистологов и эмбриологов. — Винница, 1958. — Т. 1. — С. 165–173.
- Украинский В. Г. К методике и технике анатомических исследований / В. Г. Украинский // Сборник научных трудов Винницкого отделения Всесоюзного научного общества анатомов, гистологов и эмбриологов. — Винница, 1958. — Т. 2. — С. 137–140.
- Украинский В. Г. Возрастные изменения синовиальных влагалищ руки человека / В. Г. Украинский // Труды четвертой научной конференции по вопросах морфологии, физиологии и биохимии. – Москва, 1960. — С. 262—266.
- Український В. Можливості у нас є! / В. Український // Молодий медик. – 1960. – 22 груд. (№ 33). – С. 2.
- Український В. Працювати творчо / В. Український // Молодий медик. – 1960. – 6 листоп. (№ 26–27). – С. 3.
- Український В. Школа наукової думки / В. Український // Молодий медик. – 1962. – 18 жовт. (№ 32). – С. 1.
- Український В. Без анатомії нема ні хірургії, ні терапії / В. Український // Молодий медик. – 1961. – 29 черв. (№ 26–27). – С. 3.
- Украинский В. Г. Приспособительная изменчивость органов опоры и движения руки человека в процессе онтогенеза / В. Г. Украинский // Труды 5-й научной конференции по возрастной морфологии, физиологии и биохимии. — М., 1962. — С. 387–390.
- Украинский В. Г. Формирование синовиальных влагалищ крыла птиц в связи с приспособлением организма к жизненным условиям окружающей среды / В. Г. Украинский // Материалы конференции по проблемам адаптации, тренировки и другим способам повышения устойчивости организма. — Винница, 1962. — С. 238–239.
- Украинский В. Г. Роль и значение синовиальных каналов и выворотов в формировании верхней конечности человека / В. Г. Украинский // Материалы 8-й научной конференции по возрастной морфологии, физиологии и биохимии. — М., 1967. — Ч. 1. — С. 324–325.